# الابیسی افولبی
الابیسی افولبی (انگلیسی: Olabisi Afolabi؛ زادهٔ ۳۱ اکتبر ۱۹۷۵) ورزشکار دو و میدانی، و دونده اهل نیجریه است.